# Nueva Frontera (kommun)
Nueva Frontera är en kommun i Honduras.   Den ligger i departementet Departamento de Santa Bárbara, i den västra delen av landet, 190 km nordväst om huvudstaden Tegucigalpa. Antalet invånare är 12 059. Arean är 155 kvadratkilometer.
Terrängen i Nueva Frontera är varierad.